# Micronycteris
Micronycteris és un gènere de ratpenats de la família dels fil·lostòmids format per una desena llarga d'espècies distribuïdes per Centreamèrica, el Carib i la meitat nord de Sud-amèrica.

## Taxonomia
- M. brosseti
- M. buriri
- Ratpenat orellut pilós (M. hirsuta)
- Micronycteris giovanniae
- Micronycteris homezi
- Micronicteri dels matsés (M. matses)
- Ratpenat orellut brasiler (M. megalotis)
- Micronycteris microtis
- Ratpenat orellut de Gervais (M. minuta)
- Micronycteris sanborni
- Ratpenat orellut de Schmidt (M. schmidtorum)
- M. yatesi